# Madawaska County
Der Madawaska County liegt im Nordwesten der kanadischen Provinz New Brunswick an der Grenze zum Bundesstaat Maine der Vereinigten Staaten sowie zur Nachbarprovinz Québec. Größte Stadt des Countys ist Edmundston, wo auch der Countysitz liegt. Der County hat 32.741 Einwohner (Stand: 2016).
2011 betrug die Einwohnerzahl 33.422 auf einer Fläche von 3.463,05 Quadratkilometern.

## Städte und Gemeinden
| Name                        | Status       | Fläche km² | Einwohner | Ew./km² |
| --------------------------- | ------------ | ---------- | --------- | ------- |
| Edmundston                  | Stadt        | 107,00     | 16.032    | 149,8   |
| Saint-Léonard               | Kleinstadt   | 5,20       | 1.343     | 258,3   |
| Sainte-Anne-de-Madawaska    | Dorf         | 9,21       | 1.002     | 108,8   |
| Clair                       | Dorf         | 10,39      | 857       | 82,5    |
| Saint-André                 | Landgemeinde | 8,12       | 819       | 100,8   |
| Rivière-Verte               | Dorf         | 7,00       | 744       | 106,3   |
| Lac-Baker                   | Dorf         | 37,12      | 719       | 19,4    |
| Baker Brook                 | Dorf         | 12,29      | 585       | 47,6    |
| Saint-François-de-Madawaska | Dorf         | 6,34       | 533       | 84,1    |
| Saint-Hilaire               | Dorf         | 5,67       | 145       | 25,6    |